# Mezinárodní matematická soutěž Vojtěcha Jarníka
Mezinárodní matematická soutěž Vojtěcha Jarníka (angl. Vojtěch Jarník International Mathematical Competition) je matematická soutěž, která je pořádána Ostravskou univerzitou v Ostravě. Soutěž je pojmenována po významném českém matematikovi Vojtěchovi Jarníkovi, který se zabýval hlavně matematickou analýzou a teorií čísel. Soutěž je pořádána každoročně na přelomu března a dubna. Jedná se o nejstarší matematickou soutěž pro vysokoškoláky v Evropě.

## Historie
Soutěž byla založena Jaroslavem Hančlem v roce 1991. Navázal tak na tradici již nekonající se soutěže ISTAM, což byla mezinárodní matematická soutěž pro studenty vysokých škol v Evropě konaná v 70. a 80. letech 20. století. Původně byla soutěž založena pro studenty, které matematika bavila, jako možnost poměřit své síly. V letech 1991–1996 se VJIMC zúčastnily jedna nebo dvě vysoké školy. Postupně počet zúčastněných studentů a univerzit rostl. Již v roce 1997 se účastnilo osm vysokých škol ze čtyř zemí Evropy. V roce 2004 se účastnilo už 23 univerzit. Od roku 2010 se soutěže účastní i mimoevropští studenti, například studenti z Kolumbie nebo Indonésie.
| Kategorie    | Počet studentů | Počet univerzit |
| ------------ | -------------- | --------------- |
| Kategorie I  | 71 studentů    | 37 univerzit    |
| Kategorie II | 73 studentů    |                 |

| Kategorie    | Počet studentů | Počet univerzit |
| ------------ | -------------- | --------------- |
| Kategorie I  | 79 studentů    | 35 univerzit    |
| Kategorie II | 71 studentů    |                 |

| Kategorie    | Počet studentů | Počet univerzit |
| ------------ | -------------- | --------------- |
| Kategorie I  | 69 studentů    | 39 univerzit    |
| Kategorie II | 79 studentů    |                 |

V současné době[kdy?] organizují VJIMC studenti a pracovníci Přírodovědecké fakulty Ostravské univerzity pod vedením Jana Šustka. V historii soutěže se nejlépe umisťují studenti z Polska, České republiky a Ruska.

## Pravidla soutěže
Soutěž je rozdělena na dvě kategorie. V první kategorii jsou studenti prvního a druhého ročníku vysoké školy, ve druhé pak studenti třetího až pátého ročníku.

## Průběh soutěže
Soutěž Vojtěcha Jarníka probíhá od středy do soboty. Soutěžící a porotci se sjíždějí do Ostravy ve středu a čtvrtek, kdy probíhají registrace. V pátek ráno je slavnostní zahájení soutěže, které se obvykle koná v aule Pedagogické fakulty Ostravské univerzity. Samotná soutěž probíhá v pátek. V průběhu čtyř hodin musejí soutěžící vyřešit čtyři příklady, které byly pečlivě vybírány porotou. Po ukončení časového limitu určeného na vyřešení příkladů odevzdávají studenti svá řešení a porotci se pouští do opravování. Už v průběhu samotného opravování mohou soutěžící sledovat předběžné výsledky na internetu. V sobotu dopoledne je dán soutěžícím prostor na protesty proti hodnocení. Odpoledne je pak slavnostní zakončení, které se opět koná v aule Pedagogické fakulty Ostravské univerzity. Ve volném čase před soutěží nebo po jejím ukončení mají soutěžící možnost navštívit Ostravu.